# Kulczyba wronie oko

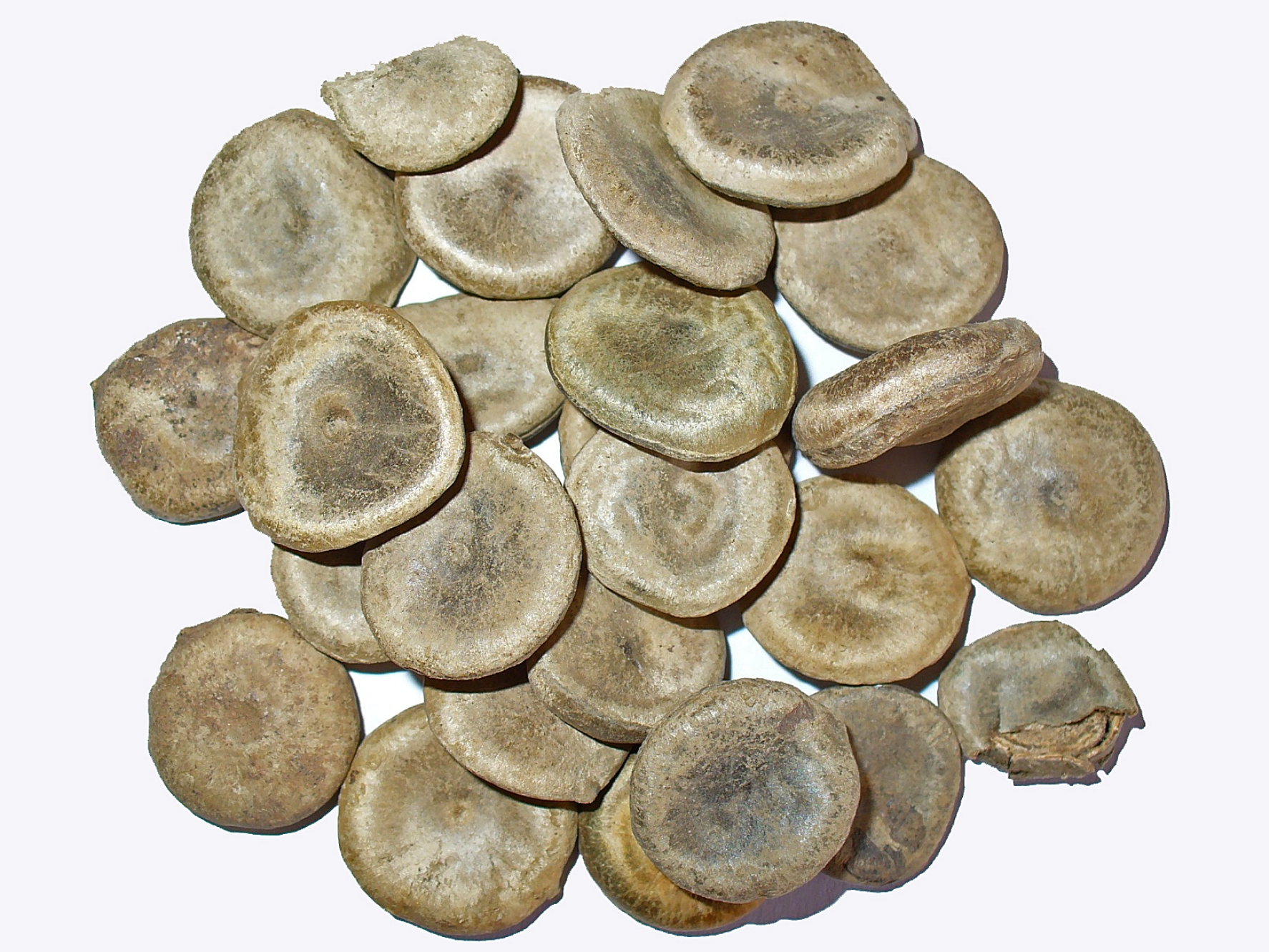
Nasiona kulczyby

Kulczyba wronie oko (Strychnos nux-vomica L.) – gatunek wiecznie zielonego drzewa lub krzewu z rodziny loganiowatych (Loganiaceae). Naturalny obszar występowania to lasy Indii, Sri Lanki, Kambodży, Laosu, Wietnamu, Tajlandii i Malezji, ale jako roślina uprawiana występuje w wielu jeszcze innych krajach o klimacie tropikalnym.

## Morfologia
PokrójDrzewo osiągające wysokość do 30 m.
LiścieOwalne, o wymiarach ok. 7,5-15 × 4,5–7,5 cm, 5-nerwowe, gładkie, lśniące.
KwiatyZebrane w dwuramienne wierzchotki na szczycie pędów. Kwiaty mają 5-dzielny kielich, białozielonkawą, rurkowatą, 5-ząbkową koronę, 1 słupek i 5 pręcików osadzonych u wylotu gardzieli kielicha.
OwocŻółta jagoda o średnicy ok. 2,5–7,5 cm. Nasiona zwykle 2-4 w owocu, o średnicy ok. 2 cm. Mają kształt krążkowaty, z jednej strony wypukłe, z drugiej wklęsłe, pokryte drobnymi szarymi włoskami, rozchodzącym się od środka.

## Biologia
Roślina trująca: Cała roślina jest trująca, szczególnie nasiona. Zawierają one od 2 do 5% alkaloidów (głównie strychniny i brucyny). Alkaloidy te występują w całej roślinie, najwięcej jest ich jednak w nasionach.

## Zastosowanie
Ze strychniny zawartej w nasionach otrzymywało się niegdyś trutkę na myszy i szczury. W znacznie mniejszych dawkach (nie więcej niż 5 mg) strychnina działa jako stymulant; wyostrza też zmysły. Mimo tego jest obecnie rzadko stosowana jako lekarstwo ze względu na to, że dawki lecznicze są bliskie dawek trujących (1–2 mg/kg ustnie człowiek).

## Działania lecznicze
Dawniej w celach leczniczych używane były zarówno nasiona, liście, korzenie i kora.
Korzeń gorzki, toniczny, używany do zwalczania gorączki i w przypadku ukąszeń jadowitych gadów.
Okłady z liści stosowane były w leczeniu ran i wrzodów. Dojrzałe owoce stosowane były w przypadkach paraliżu kończyn.
Właściwości nasion były pomocne w leczeniu anemii, astmy, bronchitu, bezsenności, malarii, chorób skórnych, epilepsji. Ze względu na łatwość przekroczenia dawki trującej, kulczyba obecnie rzadko jest stosowana jako środek leczniczy.